# Catarina Eklund
Catarina Eklund-Gustafsson (* 19. Januar 1970 in Charlottenberg) ist eine ehemalige schwedische Biathletin.
Catarina Eklund ist die Zwillingsschwester von Christina Eklund. Sie arbeitet als Ergotherapeutin, lebt in Torsby und startete für den örtlichen Verein Skidklubben Bore. Eklund begann 1986 mit dem Biathlonsport, nahm erstmals im Rahmen der Weltmeisterschaften 1991 in Lahti an einer internationalen Biathlonmeisterschaft teil und wurde 25. des Einzels sowie 35. des Sprints. Mit Carolin Hilden, Inger Björkbom und ihrer Schwester erreichte sie zudem im Mannschaftsrennen den fünften Platz. 1992 gehörte sie in Albertville zu den ersten weiblichen Teilnehmern an Biathlonwettkämpfen bei Olympischen Winterspielen. Zum Einsatz kam die Schwedin nur in einem der drei möglichen Rennen, dem Einzel, und belegte dort Platz 29. Bei den zwischenolympischen Weltmeisterschaften 1993 in Borowetz erreichte sie im Sprint Platz 27 und wurde im Einzel 22. Zudem wurde Eklund mit Eva-Karin Westin, Maria Schylander und ihrer Schwester Siebte im Staffelrennen sowie an der Seite von Heléne Dahlberg, Eva-Karin Westin und ihrer Schwester Neunte im Mannschaftsrennen. In der Saison 1992/93 erreichte Eklund zudem als Elfte eines Einzels in Antholz ihr bestes internationales Karriereergebnis. Platzierungen in den Punkterängen erreichte sie im Verlauf ihrer Karriere mehrfach. Zum letzten Höhepunkt ihrer Karriere wurde die Teilnahme an den Olympischen Winterspielen 1994 in Lillehammer, wo Eklund in allen drei Rennen zum Einsatz kam. An der Seite von Eva-Karin Westin, Maria Schylander und Heléne Dahlberg erreichte sie als Schlussläuferin den neunten Platz, im Sprint wurde sie 59., im Einzel 60. Nach den Spielen beendete sie ihre Karriere.

## Biathlon-Weltcup-Platzierungen
Die Tabelle zeigt alle Platzierungen (je nach Austragungsjahr einschließlich Olympische Spiele und Weltmeisterschaften).
- 1.–3. Platz: Anzahl der Podiumsplatzierungen
- Top 10: Anzahl der Platzierungen unter den ersten zehn (einschließlich Podium)
- Punkteränge: Anzahl der Platzierungen innerhalb der Punkteränge (einschließlich Podium und Top 10)
- Starts: Anzahl gelaufener Rennen in der jeweiligen Disziplin
- Staffel: inklusive Mixed-Staffel

| Platzierung | Einzel | Sprint | Verfolgung | Massenstart | Team | Staffel | Gesamt |
| --- | ------ | ------ | ---------- | ----------- | ---- | ------- | ------ |
| 1. Platz |        |        |            |             |      |         |        |
| 2. Platz |        |        |            |             |      |         |        |
| 3. Platz |        |        |            |             |      |         |        |
| Top 10 |        |        |            |             | 2    | 2       | 4      |
| Punkteränge | 5      | 1      |            |             | 2    | 2       | 10     |
| Starts | 13     | 15     |            |             | 2    | 2       | 32     |
| Stand: Karriereende, inklusive Olympischer Spiele und Weltmeisterschaften, Daten möglicherweise nicht komplett |        |        |            |             |      |         |        |